# Кучінка Магдалина Юліївна
Кучінка Магдалина Юліївна (нар. 24 квітня 1954, Ключарки) — українська вишивальниця. Заслужений майстер народної творчості України з 2010 року.

## Біографія
Народилась 24 квітня 1954 року в селі Ключарках Мукачіського району Закарпатської області (нині Україна) в сім'ї робітників. В 1968 році закінчила Ключарківську восьмирічну школу; 1972 року — дошкільне відділення Мукачівського педагогічного училища.
З 1972 року працювала вихователем Ключарківського дитячого садочку. В 1996 році закінчила трудову діяльність.

## Творчість
З юності захоплювалася виготовленням оригінальних картин з матерії, листя, квітів, соломи, в'язанням, виготовленням одягу для ляльок, художньою вишивкою.
Учасниця обласного фестивалю національних меншин Карпатського єврорегіону «Мелодії солених озер», міжнародних туристичних виставок «Тур-євроцентр», «Дні Європи», Міжнародних туристичних фестивалів «Євро-Карпати», виставок аматорського декоративно-прикладного та образотворчого мистецтва, фестивалю мистецтв України «Дивоцвіти Срібної Землі».

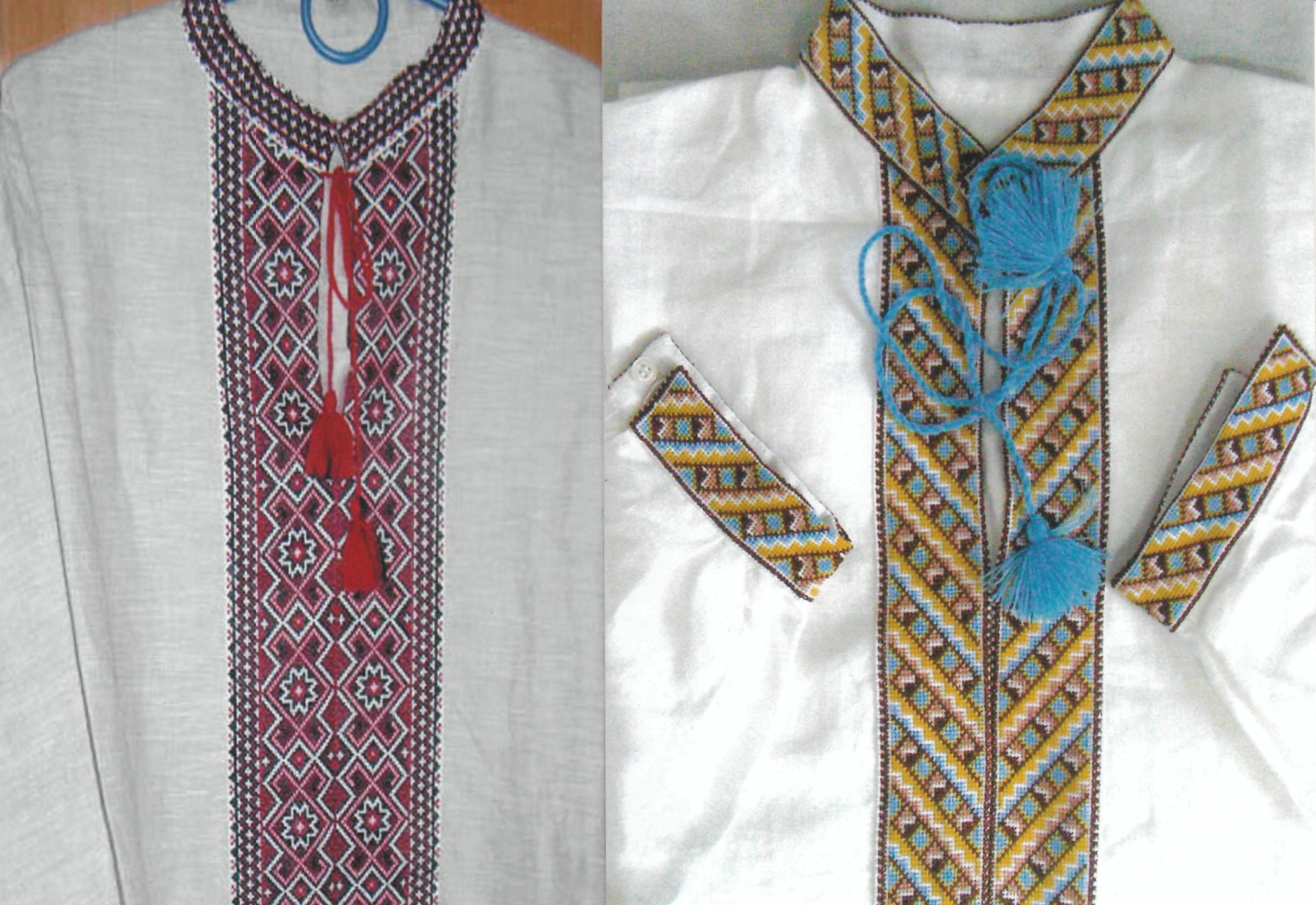
Вишивка
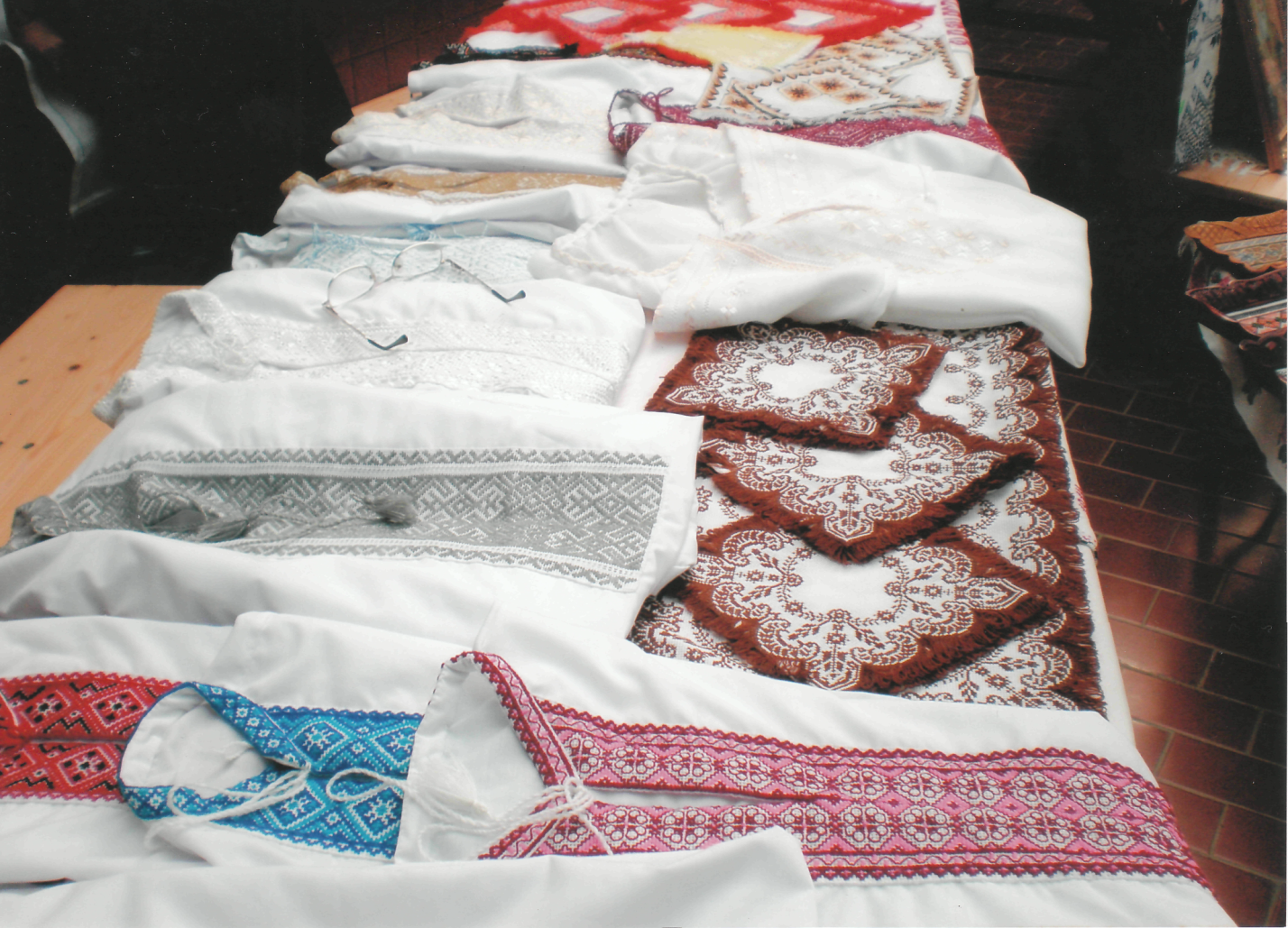
Роботи
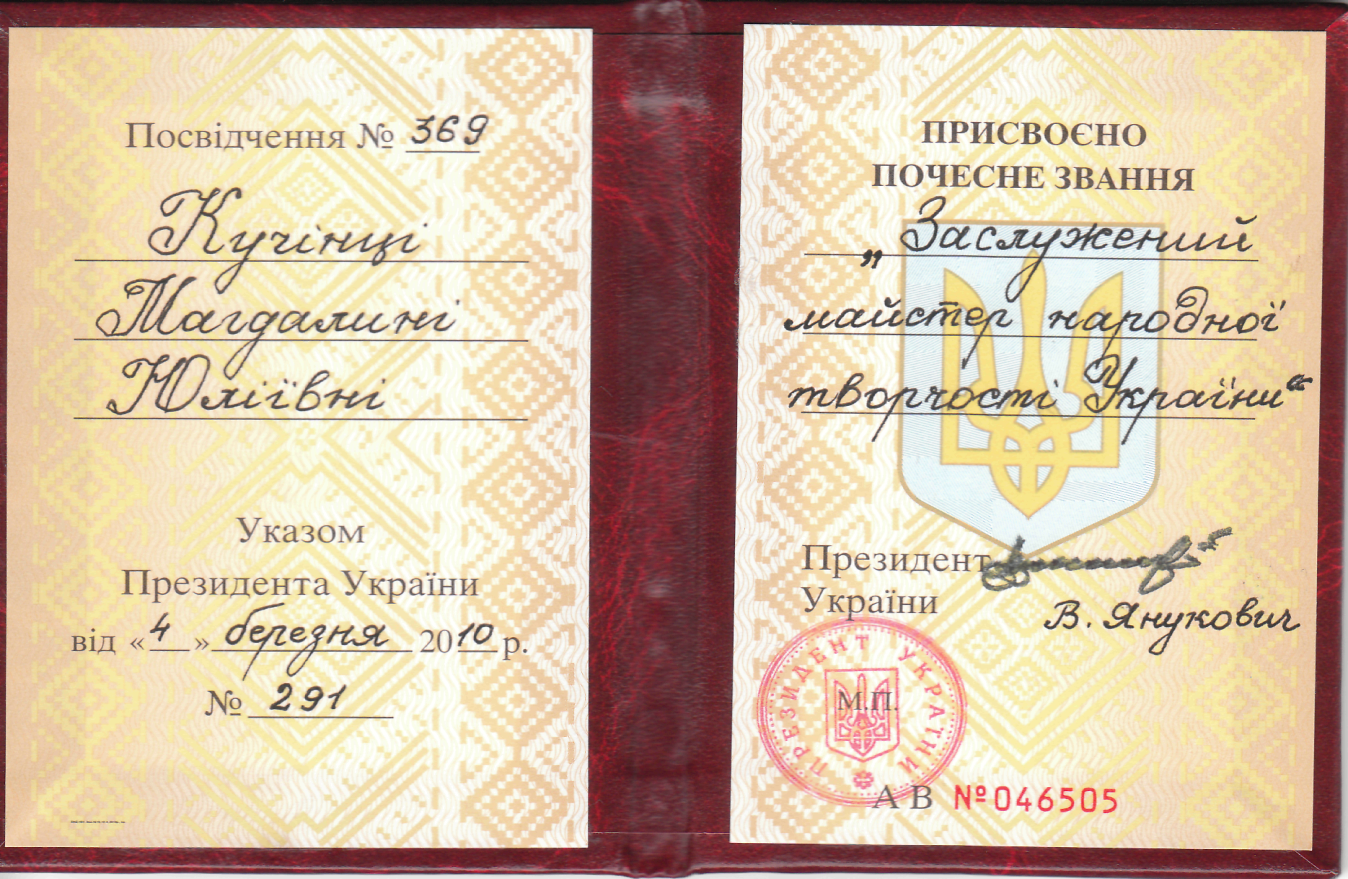
Посвідчення